# Сагайдак, Мария Ивановна
Мария Ивановна Сагайдак (род. 20 октября 1942, Верхние Кугурешты) — молдавская советская киноактриса, а также математик, кандидат физико-математических наук (1971). Мастер искусств Молдавии (1997).

## Биография
Родилась 20 октября 1942 года в селе Верхние Кугурешты Флорештского района Молдавской ССР.

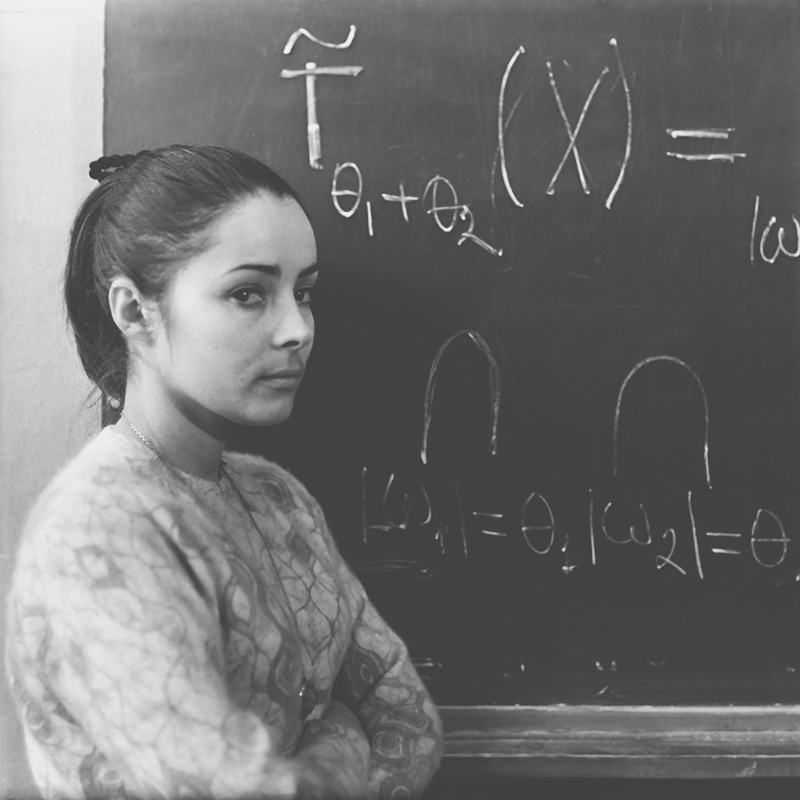
Мария Сагайдак в фильме «Молдавские эскизы» (1971)

В 1964 году окончила физико-математический факультет Кишиневского государственного университета им. В. И. Ленина, затем аспирантуру Киевского института математики и кибернетики, защитив в 1971 году кандидатскую диссертацию на тему «Дифференциальные игры с фиксированным временем»; научный руководитель — Б. Н. Пшеничный, оппонент на защите — Н. Н. Моисеев. Участник Всесоюзной конференции по теории игр в Вильнюсе (1971).
В 1971—1973 годах работала научным сотрудником Математического института Академии наук Молдавской ССР, а затем до 1995 года была лектором на кафедре численного анализа и оптимизации Кишиневского госуниверситета, доцент.
В кино с 1968 года — будучи аспиранткой была приглашена на главную роль испанки Ампаро в фильме «Это мгновение» где её партнёром был Михай Волонтир, режиссёр фильма Эмиль Лотяну на сомнения худсовета, что непрофессиональная актриса не справится с ролью с улыбкой ответил:

В Сагайдак я увидел личность, а личность для меня важнее всего. Актрисой же она будет неплохой, поверьте.
Попала на роль абсолютно случайно, изначально сценарий писался режиссёром специально под актрису Светлану Тома, однако та предпочла сняться в «Мосфильмовской» экранизации Толстого, и он был вынужден искать замену: как-то, просматривая в гостях у знакомого фотоальбом, Лотяну увидел фото девушки, подруги знакомого — Марии Сагайдак, и еле уговорил её — математика, аспирантку, не имевшую отношения к кино, сняться в фильме.
Популярность после первой роли была огромной, несмотря на занятость научно-педагогической деятельностью режиссёры различных киностудий приглашали её на съемки того или иного фильма, не только киностудии «Молдова-фильм», но в картинах «Мосфильма» и Киностудии им. Горького. Стала одной из героинь новеллы «Три Марии» (с Марией Биешу и Марией Кодряну) в полнометражной картине «Молдавские эскизы» режиссёра М. Израилева по сценарию М. Гаспаса (1971).
В 1997 году удостоена почётного звания «Мастер искусства».

## Фильмография
- 1968 — Это мгновение — Ампаро — главная роль
- 1969 — Один перед любовью — Виорика Врабие, учительница — главная роль
- 1971 — Лаутары — сестра Батурина
- 1971 — Офицер запаса — Анка
- 1972 — Земля, до востребования — Джаннина
- 1974 — Все улики против него — Катинка, невеста шофера — главная роль
- 1975 — Никушор из племени ТВ — мать Никушора
- 1976 — Марк Твен против... — Пирль, стенографистка Марка Твена
- 1976 — Случай на фестивале — Илиева, руководитель ансамбля болгарского народного танца
- 1977 — Ночь над Чили — Эсперанса
- 1979 — И придёт день... — Оксана
- 1984 — Как стать знаменитым — жена председателя колхоза
- 1986 — Лучафэрул — мать
- 1989 — Стук в дверь[1][2][3] — Мария, жена Медведя